# Extreme Rules (2016)
Extreme Rules (2016) foi um evento de wrestling profissional produzido pela WWE e transmitido em formato pay-per-view e pelo WWE Network, que ocorreu em 22 de maio de 2016, no Prudential Center, na cidade de Newark, Nova Jersey. Este foi o oitavo evento da cronologia do Extreme Rules e o quinto pay-per-view no calendário de 2016 da WWE.
Oito lutas foram disputadas no evento, sendo uma delas exibida no pré-show. No evento principal, Roman Reigns derrotou AJ Styles em uma luta Extreme Rules para reter o WWE World Heavyweight Championship, antes de Seth Rollins retornar de uma lesão e atacar Reigns. O evento recebeu críticas mistas a positivas dos críticos, com elogios dirigidos a luta Fatal Four-Way pelo Intercontinental Championship e a luta pelo WWE World Heavyweight Championship.

## Produção

### Conceito
Extreme Rules é uma gimmick anual de pay-per-view produzido pela WWE desde 2009. O conceito do show é que o evento apresente várias lutas que são disputadas sob regras pesadas e geralmente apresenta uma luta Extreme Rules. A extinta promoção Extreme Championship Wrestling, que a WWE adquiriu em 2003, originalmente usava o termo "extreme rules" para descrever os regulamentos de todas as suas lutas; A WWE adotou o termo e, desde então, usou-o no lugar de "lutas hardcore" ou "regras hardcore". O evento de 2016 foi o oitavo evento dentro da cronologia Extreme Rules e foi o último antes da reintrodução da extensão da marcas em Julho, onde a WWE voltou a dividir o seu plantel entre as marcas Raw e SmackDown, representadas pelos programas com o mesmo nome.

### Rivalidades
O evento consistiu em oito lutas, incluindo duas no pré-show, que resultaram de enredos roteirizados, onde os lutadores retratavam vilões, heróis ou personagens menos distinguíveis em eventos roteirizados que criaram tensão e culminaram em uma luta ou série de lutas, com resultados pré-determinados pelos escritores da WWE, enquanto as histórias foram desenvolvidas nos principais programas de televisão da WWE, Monday Night Raw e SmackDown. O Extreme Rules foi originalmente agendado para 1º de maio de 2016, na Allstate Arena em Rosemont, Illinois, entretanto, trocou datas e locais com o Payback.
No primeiro Raw após a WrestleMania 32 em 4 de abril, AJ Styles venceu um luta four-way ppor uma chance pelo WWE World Heavyweight Championship de Roman Reigns e manteve sua oportunidade de título ao derrotar Sami Zayn na semana segunite. No episódio de 25 de abril do Raw, Styles salvou Reigns de um ataque de Karl Anderson e Luke Gallows, mas Reigns então atacou Styles. No Payback, Styles enfrentou Reigns pelo título mundial. Reigns foi primeiro contado fora e depois desqualificado, mas a luta foi reiniciada duas vezes (primeiro por Shane McMahon e depois por Stephanie McMahon), tornando-se uma luta sem desqualificação. Após as interferências de Anderson e Gallows e dos Usos, Reigns eventualmente derrotou Styles para reter o título. Posteriormente, Vince, Shane e Stephanie McMahon concordaram que Styles deveria ter uma revanche pelo título no Extreme Rules em uma luta Extreme Rules. Depois de Styles, Anderson e Gallows derrotarem Reigns e os Usos no episódio de 2 de maio do Raw, Anderson e Gallows queriam que Styles batesse em Reigns com uma cadeira, mas Styles se recusou. Quando os Usos atacaram Styles por trás com uma cadeira, Styles retaliou com a cadeira. No final das contas, Reigns aplicou um powerbomb em Styles através da mesa de transmissão.
O torneio de duplas para determinar os desafiantes nº1 ao WWE Tag Team Championship culminou em uma luta entre The Vaudevillains e Enzo Amore e Colin Cassady no Payback, que terminou em no contest após Enzo Amore sofrer uma concussão. Na noite seguinte no Raw, os Vaudevillains foram premiados com uma luta pelo título contra o The New Day no Extreme Rules.
No Payback, a Campeã Feminina da WWE Charlotte derrotou Natalya de forma controversa; quando Charlotte aplicou um Sharpshooter em Natalya, o árbitro Charles Robinson tocou o gongo e deu a vitória a Charlotte apesar de Natalya não ter desistido, semelhante ao Montreal Screwjob no Survivor Series de 1997. Na noite seguinte no Raw, uma luta de submissão entre Charlotte e Natalya foi agendada para o Extreme Rules; Ric Flair foi banido do entorno do ringue, com a estipulação adicional de que qualquer aparição de Flair resultaria na perda do título de Charlotte.
No Raw de 2 de maio, Rusev venceu uma batalha real, eliminando por último Zack Ryder, para ganhar uma luta pelo United States Championship contra Kalisto no Extreme Rules.
Na WrestleMania 32, Kevin Owens perdeu o Intercontinental Championship para Zack Ryder em uma luta de escadas de sete homens que também incluiu Sami Zayn e The Miz. Na noite seguinte no Raw, The Miz venceu o Intercontinental Championship após sua esposa Maryse distrair Ryder. No episódio de 11 de abril do Raw, Owens interrompeu Shane McMahon e exigiu uma chance pelo título, mas Shane o colocou em uma luta contra Cesaro para definir o desafiante #1, que Cesaro venceu. No Payback, Owens derrotou Zayn e ficou para comentar durante a luta Intercontinental Championship; Zayn atacou Owens e uma briga começou entre os dois. Enquanto Owens e Zayn estavam lutando nas cordas, Cesaro tentou jogá-los, mas Miz o imobilizou para manter o título. Então Owens, Miz, Cesaro e Zayn começaram uma briga com Owens em pé no final segurando o título. Na noite seguinte no Raw, outro entre Owens e Cesaro ocorreu, mas a luta terminou em no-contest após Miz, que estava comentando, atacar Cesaro. Zayn então correu para o ringue e a luta terminou com Zayn de pé segurando o título. No episódio de 5 de maio do SmackDown, Miz interrompeu Zayn no The Highlight Reel e uma luta entre eles foi marcada, que Zayn venceu após Owens interferir. Cesaro correu para o ringue e uma luta entre os quatro se seguiu, que terminou com Cesaro segurando o título. No episódio de 9 de maio do Raw, Shane e Stephanie McMahon agendou uma luta triple threat pelo título no Extreme Rules entre Owens, Miz e Cesaro. Zayn exigiu ser inserido na luta também, e derrotou Miz no final da noite, tornando a luta uma fatal four-way.
No Payback, Dean Ambrose derrotou Chris Jericho. Na noite seguinte no Raw, durante um segmento do The Ambrose Asylum com Stephanie McMahon, Stephanie cancelou o Ambrose Asylum e restabeleceu o talk show de Jericho, The Highlight Reel. Jericho apareceu e atacou Ambrose, destruindo Mitch, o vaso de plantas no processo. Na semana seguinte no Raw, Ambrose atacou Jericho e destruiu a jaqueta de Jericho. No episódio de 12 de maio do SmackDown, Jericho atacou Ambrose e colocou uma camisa de força em Ambrose. No Raw de 16 de maio, Ambrose desafiou Jericho para uma luta no Extreme Rules, que Jericho aceitou. Ambrose então revelou que sua luta seria uma luta Asylum, uma luta em uma jaula de aço com objetos pendurados acima da jaula.
A primeira luta individual de Baron Corbin na WWE no primeiro Raw depois da WrestleMania 3 contra Dolph Ziggler terminou em duplo count-out. Ziggler então derrotou Corbin no pré-show do Payback. No episódio de 9 de maio do Raw, Corbin derrotou Ziggler. Na semana seguinte, uma luta sem desqualificação entre os dois foi agendada para o pré-show do Extreme Rules.
No Raw de 11 de abril, Karl Anderson estreou e Luke Gallows voltou à WWE atacando os The Usos. No episódio de 25 de abril do Raw, Anderson e Gallows derrotaram The Usos. Nas semanas seguintes após o Payback, os dois times se enfrentaram em confrontos de duplas com Reigns e Styles se envolvendo. No episódio de 19 de maio do SmackDown, uma luta Tornado entre as duas equipes foi agendada para o Extreme Rules.

## Evento
| Função:                   | Name:                          |
| ------------------------- | ------------------------------ |
| Comentaristas em inglês   | Michael Cole (PPV)             |
| Comentaristas em inglês   | John "Bradshaw" Layfield (PPV) |
| Comentaristas em inglês   | Byron Saxton (Pré-show)        |
| Comentaristas em inglês   | Mauro Ranallo (Pre-show)       |
| Comentaristas em espanhol | Carlos Cabrera                 |
| Comentaristas em espanhol | Marcelo Rodríguez              |
| Comentaristas em alemão   | Carsten Schaefer               |
| Comentaristas em alemão   | Sebastian Hackl                |
| Anunciadoras de ringue    | Lilian Garcia                  |
| Anunciadoras de ringue    | Eden Stiles                    |
| Árbitros                  | John Cone                      |
| Árbitros                  | Rudy Charles                   |
| Árbitros                  | Mike Chioda                    |
| Árbitros                  | Rod Zapata                     |
| Árbitros                  | Darrick Moore                  |
| Árbitros                  | Ryan Tran                      |
| Entrevistadora            | JoJo                           |
| Painel do pré-show        | Renee Young                    |
| Painel do pré-show        | Corey Graves                   |
| Painel do pré-show        | Booker T                       |
| Painel do pré-show        | Jerry Lawler                   |

### Pré-show
Durante o pré-show do Extreme Rules, os Dudley Boyz fizeram uma promo no ringue, mas foram interrompidos por Colin Cassady. Os Dudleyz tentaram derrubar Cassady quando ele os confrontou, mas ele acabou vencendo os dois. Mais tarde, Baron Corbin derrotou Dolph Ziggler em uma luta sem desqualificação; no final da luta, Corbin atingiu Ziggler com um golpe baixo e, em seguida, executou End of Days em Ziggler.

### Lutas preliminares
O evento começou com Luke Gallows e Karl Anderson enfrentando os The Usos em uma luta Tornado de duplas. A luta terminou quando Gallows e Anderson executaram o Magic Killer em Jimmy Uso para a vitória.
Em seguida, Kalisto defendeu o United States Championship contra Rusev. Rusev forçou Kalisto a se submeter ao The Accolade para vencer o título.
Depois disso, The New Day (Big E e Xavier Woods) defenderam o Tag Team Championship contra The Vaudevillains (Aiden English e Simon Gotch). O árbitro não viu Kofi Kingston interferindo e executando um Trouble in Paradise em Gotch, o que levou Woods a executar um Shining Wizard em Gotch para o pinfall.
Na quarta luta, The Miz defendeu o Intercontinental Championship em uma luta Fatal Four-Way contra Cesaro, Kevin Owens e Sami Zayn. A luta começou com Zayn imediatamente executando um Helluva Kick em Owens. No meio da luta, Miz executou um Skull Crushing Finale em Cesaro para uma contagem de dois. Cesaro aplicou um Sharpshooter em Miz, que desistiu, mas o árbitro não percebeu, pois estava distraído por Maryse. Cesaro executou um Neutralizer em Owens, mas Zayn quebrou o pin. Owens realizou um Pop-Up Powerbomb em Cesaro, mas Miz quebrou o pin e executou um Skull Crushing Finale em Owens fora do ringue, e cobriu Cesaro, que fez o kick out. No clímax, Zayn executou um Helluva Kick em Cesaro, mas Owens puxou Zayn para fora do ringue para quebrar o pin. Enquanto Owens e Zayn brigavam no ringue, Miz derrotou Cesaro para reter o título.
Em seguida, Dean Ambrose enfrentou Chris Jericho na primeira luta Asylum. Depois que Ambrose fez o kick out em um Codebreaker, ele rebateu um segundo Codebreaker jogando Jericho nas tachinhas e, em seguida, aplicou um Dirty Deeds nas tachinhas para a vitória.
Na sexta luta, Charlotte defendeu o WWE Women's Championship contra Natalya em uma luta de submissão. A estipulação da luta era que se Ric Flair aparecesse ao lado do ringue, Charlotte perderia o título. O final da luta viu Natalya aplicando o Sharpshooter, quando a música de Ric Flair tocou e uma figura parecida com Flair apareceu no corredor. A figura acabou sendo Dana Brooke disfarçada de Ric Flair. Uma distraída Natalya quebrou o golpe e foi atacada por Charlotte, que aplicou o Figure Eight Leglock para a vitória.

### Evento principal

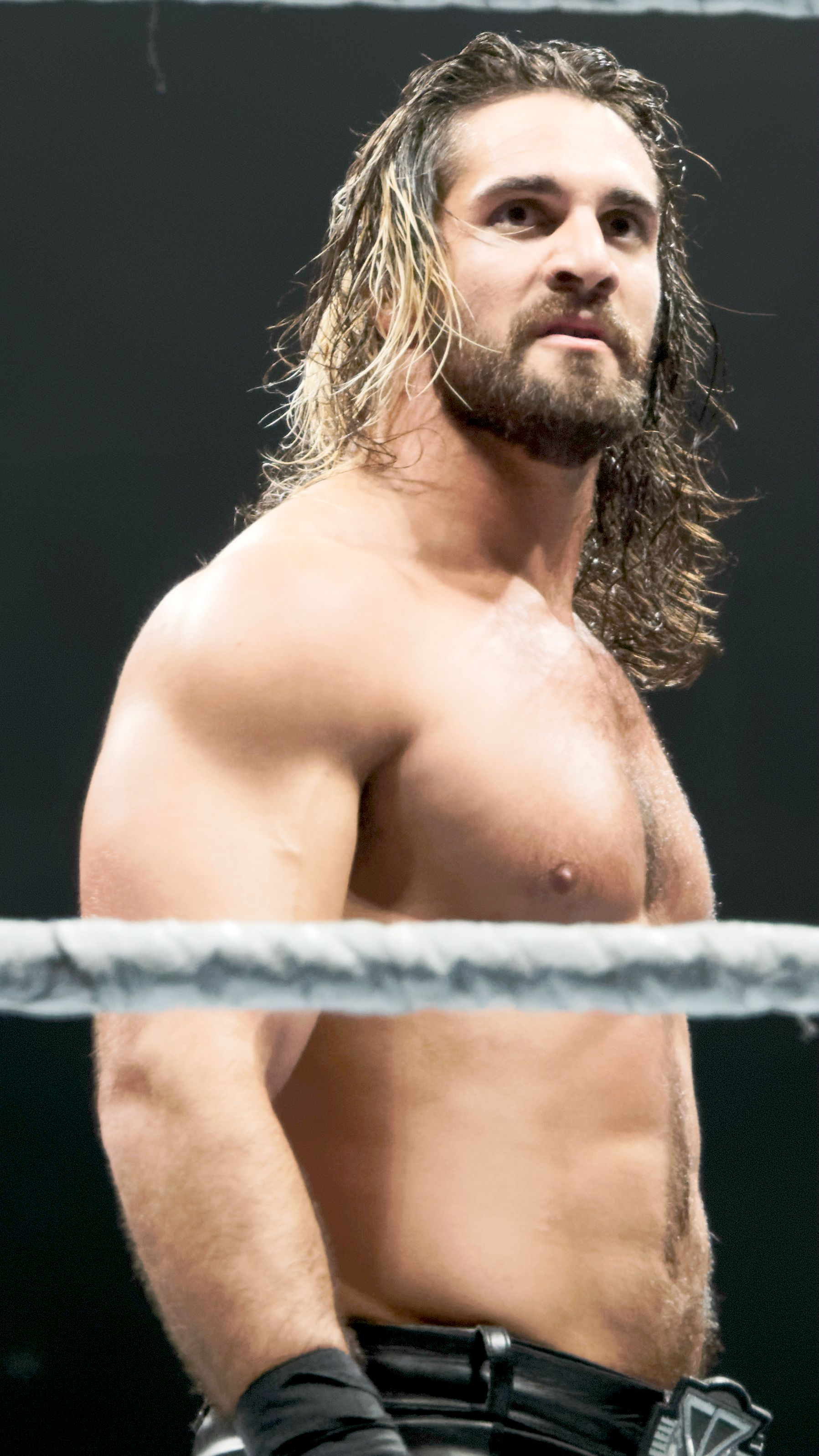
Seth Rollins retornou após o evento principal, atacando Roman Reigns.

No evento principal, Roman Reigns enfrentou AJ Styles em uma luta Extreme Rules pelo WWE World Heavyweight Championship. Na primeira metade da luta, Styles e Reigns brigaram pela arena: Reigns sofreu um Phenomenal Forearm na mesa de pré-show, enquanto Styles sofreu um back body drop em uma mesa de transmissão. Apesar de Styles atacar o joelho de Reigns no meio da luta, ele foi capaz de aplicar um powerbomb em Styles em outra mesa de transmissão, contra-atacar o Phenomenal Forearm de Styles com um Superman Punch e, aplicar um Spear do lado de fora do ringue. Depois disso, Karl Anderson e Luke Gallows apareceram e aplicaram em Reigns um Boot of Doom e ajudaram Styles a fazer o pin em Reigns, mas Reigns fez o kick out. Os Usos então interferiram, com Superkicks e um Samoan Splash em Styles, que fez o kick out em uma tentativa de pin de Reigns.
Nos últimos dois minutos da luta, Reigns fez o kick out em um Styles Clash, então Styles aplicou em Reigns um segundo Styles Clash em uma cadeira. Styles fez o pin em Reigns depois de lutar contra um dos Usos, mas Reigns fez o kick out novamente. Styles então pegou a cadeira e atacou Reigns e os Usos com ela várias vezes. Styles tentou um Phenomenal Forearm, mas Reigns o acertou no ar com um Spear para reter o título. Após a luta, Seth Rollins fez um retorno surpresa e atacou Reigns com um Pedigree. Rollins então levantou o título sobre Reigns para encerrar o show.

## Depois do evento
Depois de voltar de uma lesão, Seth Rollins buscou reconquistar o WWE World Heavyweight Championship. Depois de um pequeno confronto com Roman Reigns no Raw, Shane McMahon agendou uma luta pelo título entre Reigns e Rollins para o Money in the Bank.
Uma noite depois de não conseguir vencer o WWE World Heavyweight Championship, AJ Styles separou-se de Luke Gallows e Karl Anderson, o que eles não aceitaram com apreço, e mais tarde falhou em se qualificar para a luta de escadas do Money in the Bank ao perder para Kevin Owens. Uma semana depois, no episódio de 30 de maio do Raw, Styles deu as boas-vindas ao retorno de John Cena quando Gallows e Anderson apareceram para desafiar os dois para uma luta. Styles surpreendeu Cena ao se juntar a Gallows e Anderson em seu ataque, tornando-se um heel no processo.

## Resultados
| Nº                                          | Resultados | Estipulações | Tempo |
| ------------------------------------------- | --- | --- | ----- |
| Pré- show                                   | Baron Corbin derrotou Dolph Ziggler                                                                                   | Luta sem desqualificações | 7:07  |
| 1                                           | Karl Anderson e Luke Gallows derrotaram The Usos (Jey Uso e Jimmy Uso)                                                | Luta tornado de duplas | 8:37  |
| 2                                           | Rusev (com Lana) derrotou Kalisto (c) por submissão                                                                   | Luta individual pelo WWE United States Championship                                                                                           | 9:31  |
| 3                                           | The New Day (Big E e Xavier Woods) (com Kofi Kingston) (c) derrotaram The Vaudevillains (Aiden English e Simon Gotch) | Luta de duplas pelo WWE Tag Team Championship                                                                                                 | 6:20  |
| 4                                           | The Miz (c) (com Maryse) derrotou Cesaro, Kevin Owens e Sami Zayn                                                     | Luta Fatal 4-Way pelo WWE Intercontinental Championship                                                                                       | 18:18 |
| 5                                           | Dean Ambrose derrotou Chris Jericho                                                                                   | Luta Asylum | 26:21 |
| 6                                           | Charlotte (c) derrotou Natalya                                                                                        | Luta de submissão pelo WWE Women's Championship Ric Flair estava banido do entorno do ringue; se ele aparecesse, Charlotte perderia o título. | 9:30  |
| 7                                           | Roman Reigns (c) derrotou AJ Styles                                                                                   | Luta Extreme Rules pelo WWE World Heavyweight Championship                                                                                    | 22:13 |
| (c) – Refere-se aos campeões antes da luta. | | |       |